# HERA (加速器)

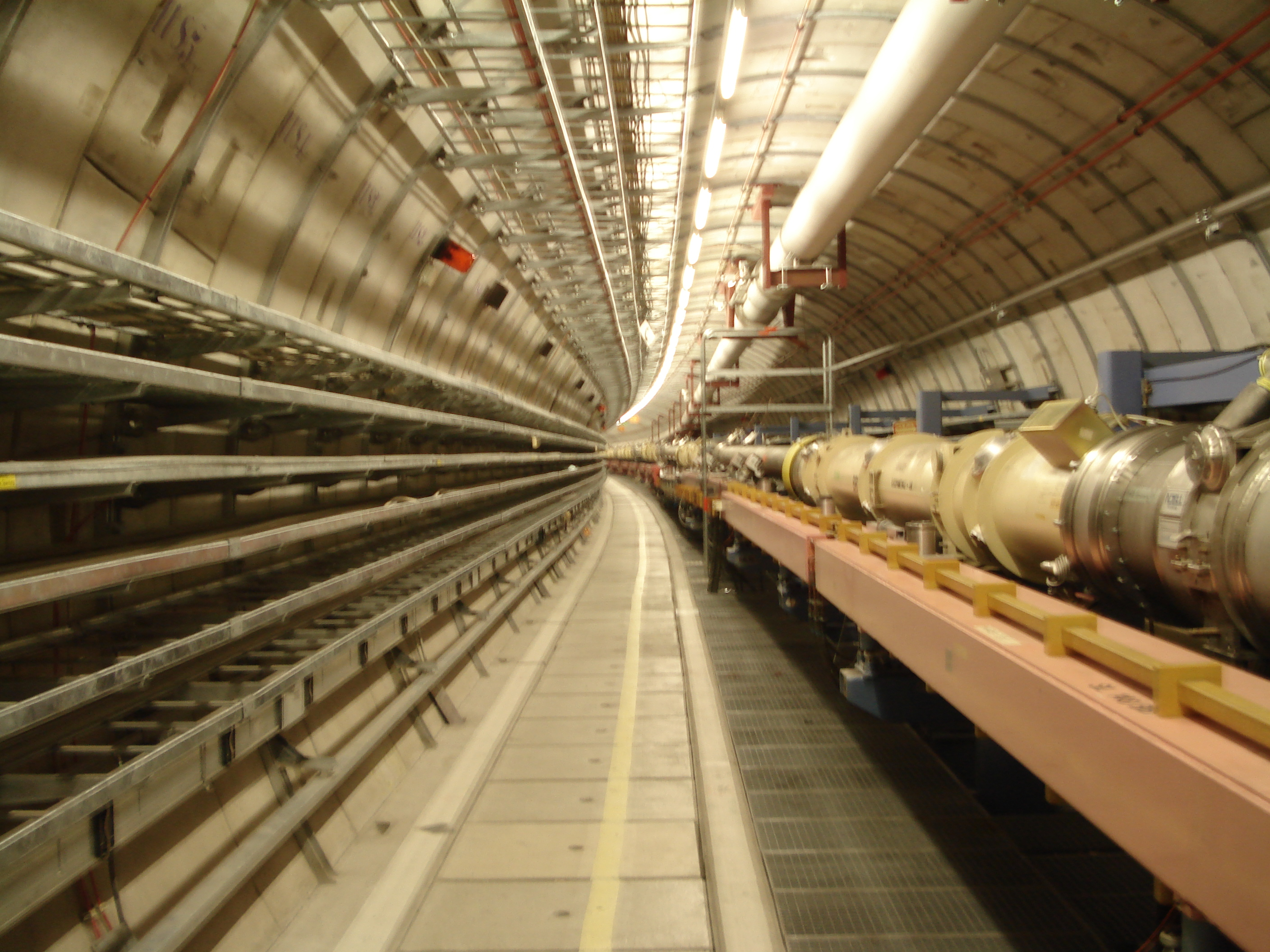
HERAトンネルの小区画。陽子線は、中央から右にある大きな真空管の中を進んでおり、電子線管はその下にある。

HERA（ドイツ語: Hadron-Elektron-Ringanlage   、英語: Hadron-Electron Ring Accelerator）はかつてハンブルクのドイツ電子シンクロトロン研究所(DESY)にあった粒子加速器である。1992年に運転を開始した。HERAでは重心エネルギー318 GeVで電子または陽電子を陽子に衝突させていた。運転中は世界唯一のレプトン - 陽子衝突装置だった。また、特定の分野においては最先端の運動エネルギー領域に到達していた。HERAは2007年6月30日に閉鎖された。 
HERAトンネルは、DESYサイトと近くの市民公園の地下およそ15〜30 mにあり、周長は6.3kmである。レプトンと陽子は、トンネルの内で重なり合う2つの独立した貯蔵リングに貯蔵されていた。 H1、ZEUS、HERMES実験およびHERA-Bの粒子検出器によって使用された４つの衝突点がある。 
レプトン（電子または陽電子）は線形加速器LINAC-IIによって予め450MeVまで加速された。そこからDESY-IIの貯蔵リングに入射し、PETRAに移動する前にさらに7.5GeVまで加速され、PETRAで14GeVまで加速された。最終的にHERAトンネルの貯蔵リングに入射し、エネルギーは27.5GeVにまで達した。この貯蔵リングは、0.17テスラの磁場によって円形軌道上にレプトンを維持する常温の（超伝導ではない）磁石を備えていた。 
陽子はもともと負に荷電した水素イオンから得られ、線形加速器で予め50MeVまで加速された。そして陽子シンクロトロンDESY-IIIに入射され、さらに7GeVまで加速された。それからPETRAに移され、そこで40GeVまで加速された。最終的にはHERAトンネルの貯蔵リングに入射し、エネルギーは920GeVにまで達した。陽子貯蔵リングでは陽子を軌道上に保つために超伝導磁石を使用した。 
HERAのレプトンビームはソコロフ-テルノフ効果によって自然に横方向に偏光した。HERA加速器に期待される特有の蓄積時間は約40分であった。実験の両側のスピン回転子はビームの横偏光を縦偏光に変えた。 陽電子ビーム偏光は、２つの独立した偏光計、横偏光計 (英: transverse polarimeter; TPOL)および縦偏光計(英: longitudinal polarimeter; LPOL)を用いて測定された。どちらの装置も陽電子からの円偏光光子のコンプトン散乱のためのスピン依存断面積を利用してビーム偏光を測定する。 横方向偏光計は2001年にアップグレードされ、すべての陽電子束を迅速に測定できるようになった。また、系統的な影響を調べるために位置検出型シリコンストリップとシンチレーションファイバー検出器が追加された。 
2007年6月30日午後11時23分、HERAは閉鎖され 、4つの実験の解体が始まった。 2010年8月以降、HERAのメイン前置加速器であるPETRAはシンクロトロン放射光源に転用され、PETRA-IIIの名称で稼働している。 